# Курда
Курда (ныне Белед-Синджар) — древний город в Верхней Месопотамии на юге нагорья Джебель-Синджар, столица одноименного аморитского царства. Его царями, современниками Хаммурапи Вавилонского, были Буну-Иштар и Хаммурапи.